# Dorfkirche Polkritz

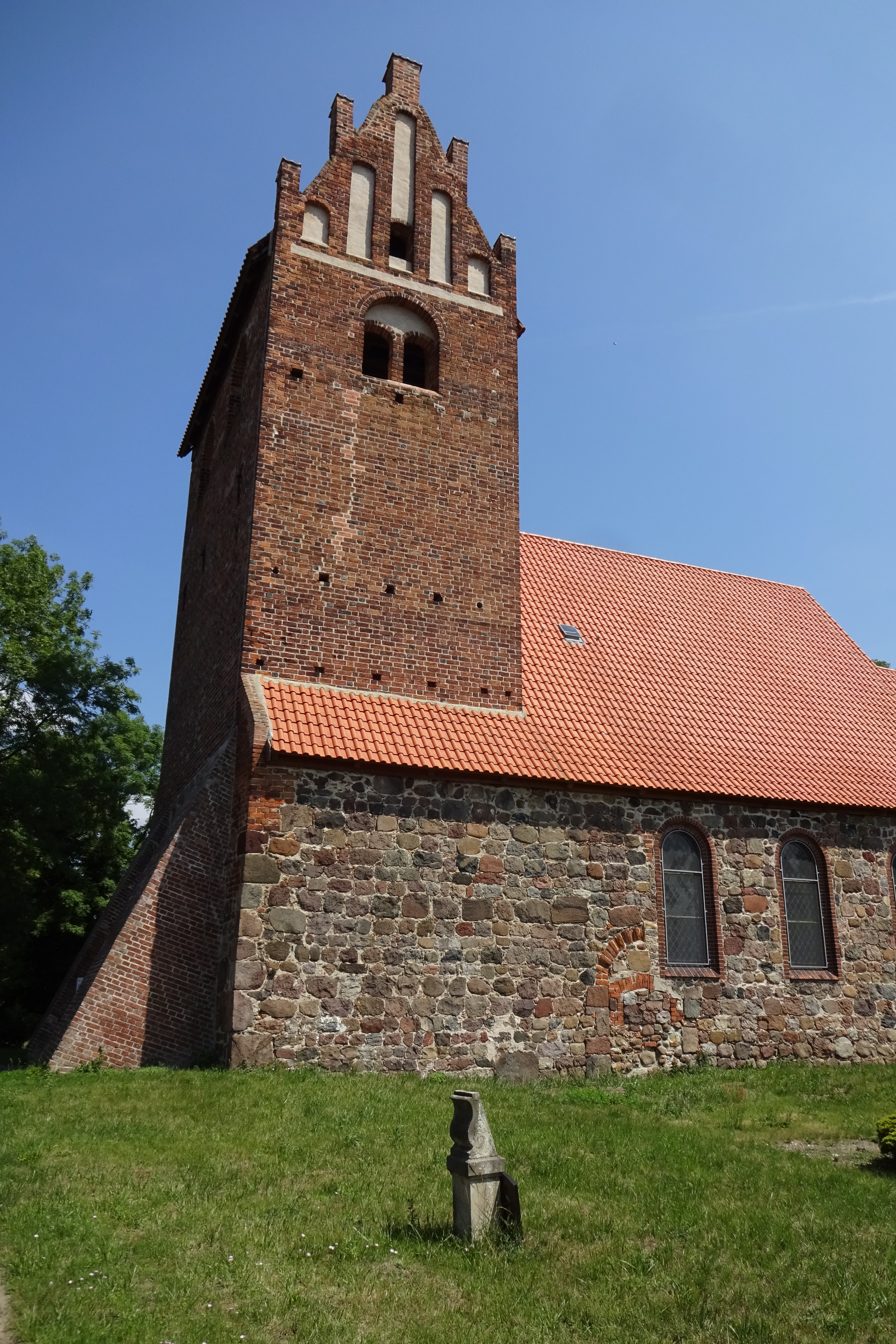
Dorfkirche Polkritz

Die evangelische Dorfkirche Polkritz (auch: Kirchpolkritz) ist eine spätromanische Saalkirche im Ortsteil Polkritz von Hohenberg-Krusemark im Landkreis Stendal in Sachsen-Anhalt. Sie gehört zum Pfarrbereich Königsmark im Kirchenkreis Stendal der Evangelischen Kirche in Mitteldeutschland (EKD).

## Geschichte und Architektur
Die Kirche ist eine stattliche spätromanische Saalkirche aus der zweiten Hälfte des 12. Jahrhunderts in Feldsteinmauerwerk, die aus schiffsbreitem Westquerturm, Schiff, eingezogenem Chor und halbkreisförmiger Apsis (Vollständige Anlage) besteht. Die ursprünglichen Fenster wurden verändert, die Portale sind vermauert. Der Westturm wurde oberhalb der Höhe des Schiffes zu spätgotischer Zeit, vermutlich zu Beginn des 16. Jahrhunderts, leicht zurückspringend in Backstein weitergeführt. Er ist mit zweiteiligen Schallöffnungen versehen, die Giebel mit Blenden und Fialen.
An der Chornordseite ist ein Sakristei- und Gruftanbau aufgeführt. Eine Restaurierung erfolgte gegen Ende des 19. Jahrhunderts. Das Innere ist flach gedeckt, die Turmhalle ist mit einem Tonnengewölbe in Feldstein geschlossen; der Triumphbogen wurde später erweitert.

## Ausstattung
Die Ausstattung wurde zu Ende des 19. Jahrhunderts eingebaut. In der Turmhalle ist der ehemalige barocke Altaraufsatz abgestellt. Er zeigt als ikonographisch ungewöhnliches Motiv die Zwölfgebote-Tafeln dominierend in der Mitte, flankiert von gedrehten Säulen, die auf den Salomonischen Tempel verweisen, seitlich die geschnitzten Figuren der Apostel Petrus und Paulus, im Aufsatz das Kreuz zwischen Engeln mit Palmwedeln und stammt aus dem Jahr 1708; die Inschrift wurde später erneuert. Die reichgeschnitzte hölzerne Taufe entstand wohl gleichzeitig.
Die Orgel ist ein Werk von Friedrich Hermann Lütkemüller, Wittstock aus dem Jahr 1861. Ein prachtvolles Barockepitaph erinnert an den preußischen Generalmajor Ernst Ferdinand von Werdeck († 1742), es zeigt einen Sandsteinaufbau mit der stehenden Figur des Verstorbenen vor reichem Trophäenschmuck, seitlich die Ahnenprobe. Ein Epitaph für Anna Rhauen († 1709) ist mit einer Inschrifttafel in ovalem Rahmen gestaltet. Zwei eiserne Gedenktafeln erinnern an Friedrich Ludwig von Knoblauch († 1852) und Otto Albert Maximus von Knoblauch († 1889). Zwei Bronzeglocken wurden im 13. Jahrhundert und von Herman Vogel im Jahr 1501 gegossen. Auf dem Kirchhof steht ein klassizistisches Grabmal für Johann Georg Friedrich von Kläden († 1809).